# Muscari cazorlanum
Muscari cazorlanum är en sparrisväxtart som beskrevs av C.Soriano och Al. Muscari cazorlanum ingår i släktet pärlhyacinter, och familjen sparrisväxter. Inga underarter finns listade i Catalogue of Life.